# Мальков, Игорь Олегович
Игорь Олегович Мальков (род. 24 ноября 1953, Новосибирск) — российский политический деятель, депутат Государственной думы второго созыва

## Биография
Окончил Новосибирский институт инженеров водного транспорта, учился в аспирантуре Новосибирского государственного университета; был экспертом Верховного Совета РФ, помощником депутата Государственной Думы.

## Депутат госдумы
Депутат Государственной Думы Федерального Собрания РФ второго созыва (1995—1999), был членом фракции «Яблоко»